# Eureunpalay
Eureunpalay is een bestuurslaag in het regentschap Tasikmalaya van de provincie West-Java, Indonesië. Eureunpalay telt 5788 inwoners (volkstelling 2010).